# Hatásos felület
Az antenna hatásos felülete a sugárzási irányra merőleges felület, amelyen át ugyanakkora teljesítmény áramlik, mint amekkorát optimális illesztés esetén az antenna venne fel az erőtérből, vagy adna le környezetébe. Az antennának azt a felülettartományát jellemzi, amelyből energiát vesz fel, vagy energiát ad le. Ez a hatásos felület nem minden esetben egyezik meg az antenna geometriai méretével, az antenna tipusától függően lehet annál kisebb vagy nagyobb.
Az antenna hatásos felületét felülethasznosítási tényezőnek is nevezhetjük.

### Számítása különféle antennák esetén

#### Monopólus hatásos felülete
A monopólus antennáknál minden esetben számolnunk kell az antenna virtuális tükörképével. Megfelelő tervezés és építés esetén ez a virtuális tükörkép valós hatásos felültetet jelent. Ilyen antennáknál minden esetben gondoskodni kell a jó földelésről. Ha ez nem biztosított, akkor ez veszteségként jelenik meg, vagy akár az antenna teljes működésképtelenségét eredményezheti. 
Toronyantennák esetén ezt a jó elektromos vezetésű talaj is biztosíthatja, ennek hiányában a talajba vezetéket fektetnek le.
Ground-plane antennáknál a virtuális tükörkép a radiálok segítségével tud megjelenni.
{\displaystyle A_{h}\approx 0,0982l^{2}\pi }
- Ah - Monopólus hatásos felülete
- l  - A monopólus hossza (elemi sugárzónál általában λ/4 -re méretezik)

#### Dipólus hatásos felülete
{\displaystyle A_{h}\approx 0,1472l^{2}\pi }
- Ah - Dipólus hatásos felülete
- l - A dipólus hossza ( elemi sugárzónál általában 2 darab λ/4 hosszúságú elem )

#### QUAD sugárzó hatásos felülete
{\displaystyle A_{h}\approx 0,286l^{2}\pi }
- Ah - A quadelem hatásos felülete
- l - A quadelem élhossza (általában 4db λ/4 hosszúságú elemet alkalmaznak)

#### Parazitasugárzóval rendelkező antennák
A parazitasugárzókkal rendelkező antennák esetén a parazitasugárzók hatásos felülete összeadódik.

#### Többsugárzós, kolineáris antennák
Többsugárzós, kolineáris antennáknál az elemi sugárzók hatásos felülete összeadódik.

#### Apertúrával rendelkező antennák
Az apertúrával rendelkező antennák hatásos felülete megegyezik az apertúra felület területével.